# Jasminblütiger Nachtschatten
Der Jasminblütige Nachtschatten (Solanum laxum, Syn.: Solanum jasminoides), auch Kartoffelstrauch genannt, ist eine Pflanzenart aus der Gattung der Nachtschatten (Solanum) innerhalb der Nachtschattengewächse (Solanaceae). Die verholzende Kletterpflanze ist ursprünglich in Südamerika beheimatet, aufgrund ihrer auffälligen Blüten wird sie häufig kultiviert.

## Beschreibung

### Vegetative Merkmale
Der Jasminblütige Nachtschatten ist eine verholzende Kletterpflanze, deren Basis mehr als 10 Zentimeter Durchmesser erreichen kann. Die Pflanze klettert, indem sich die Blattstiele um Stützen winden. Die Sprossachsen sind stark zickzackförmig gewinkelt, unbehaart oder im Jugendstadium mit einfachen, weißen, einreihigen Trichomen von weniger als 0,5 Millimeter Länge besetzt. Neuer Wuchs ist unbehaart oder fein bis spärlich behaart. Die Borke älterer Zweige ist grün oder rötlich grün oder, falls die Pflanze in direktem Sonnenlicht wächst, oftmals violett-grün.
Die sympodialen Einheiten enthalten viele Laubblätter. Diese sind meist einfach, nur sehr selten mit ein bis vier unregelmäßigen Lappen fiederspaltig geteilt. Sie werden 1 bis 5 Zentimeter lang, 0,5 bis 2 Zentimeter breit und sind eiförmig oder elliptisch bis schmal elliptisch geformt. Am breitesten sind sie im unteren Drittel. Die Oberfläche der membranartigen bis häutigen Blattspreite ist unbehaart oder mit einigen einreihigen Trichomen entlang der Mittelachse besetzt, die Unterseite ist ebenfalls unbehaart oder in den Achseln der Blattadern mit unterschiedlich dichten Büscheln aus bis zu 1 Millimeter langen, einfachen, einreihigen Trichomen behaart. Von der oftmals kielförmigen Mittelachse gehen vier bis sechs Paar Blattadern aus, die sich zu einer starken und auffälligen umlaufenden Ader nahe dem Rand vereinen. Die Basis ist abgeschnitten, oftmals schräg und asymmetrisch. Nach vorn sind die Blattspreiten spitz oder zugespitzt; sind sie geteilt, reichen die Einschneidungen zwischen den Lappen bis fast zur Mittelachse, unten stehende Lappen sind kleiner. Die Blattstiele sind gewunden und werden meist 0,4 bis 2,5 Zentimeter lang, können jedoch auch länger werden. Sie sind unbehaart oder entlang der Einkerbung auf der Oberseite fein behaart.

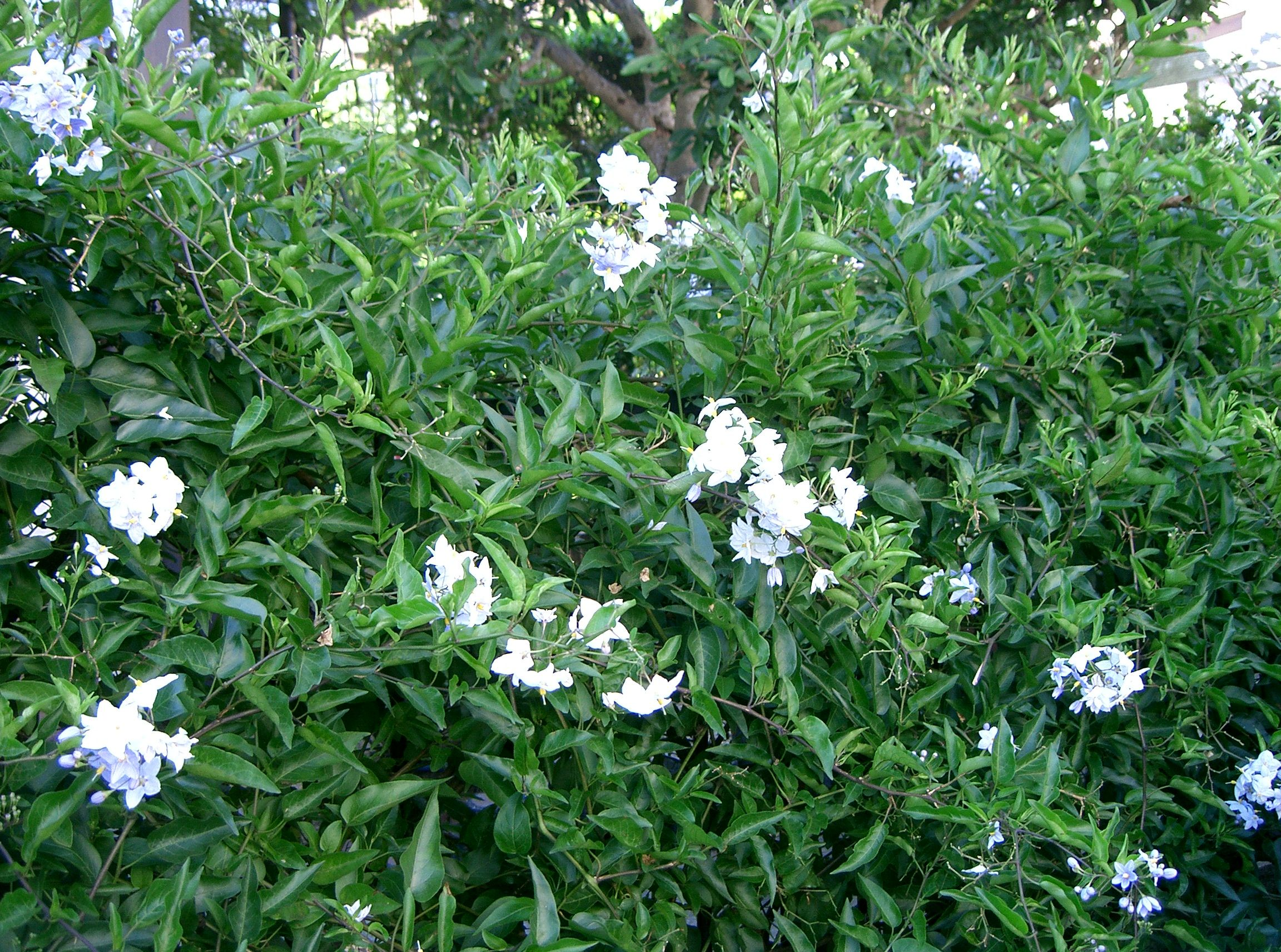
Jasmin-Nachtschatten (Solanum laxum)

### Blütenstände und Blüten
Die Blütenstände stehen zunächst endständig, später auch seitlich. Sie sind unbehaart, erreichen Längen von 5 Zentimeter und mehr, sind meist zwei- oder dreimal geteilt, können aber auch deutlich öfter geteilt sein und enthalten bis zu 50 Blüten. Der Blütenstandsstiel wird 0,5 bis 4 Zentimeter lang, ist aber in seiner Länge in Abhängigkeit von der Größe des Blütenstandes und des Alters sehr variabel. Die Blütenstiele sind unbehaart, 1 bis 1,5 Zentimeter lang, fadenförmig und an der Basis weniger als 0,5 Millimeter durchmessend. Zur Blütezeit sind sie nickend oder abstehend. An der Basis ist der Blütenstiel gewinkelt und von einer kleinen Hülle umgeben, die einen kleinen Zapfen an der Blütenstandsachse hinterlässt. Diese Zapfen stehen unregelmäßig etwa 2 bis 6 Millimeter auseinander.
Die Knospen sind leicht aufgebläht elliptisch, am breitesten sind sie im unteren Bereich. Bereits vor der Blütezeit steht die Krone deutlich über den Kelch hinaus. Alle Blüten sind vollständig ausgeprägt und fünfzählig. Die Kronröhre ist 1 bis 1,5 Millimeter lang, röhrenförmig bis leicht abgeflacht geformt und mit 1 bis 1,5 Millimeter langen, dreieckigen Kelchzipfel besetzt, die eine verlängerte Spitze von etwa 1 Millimeter Länge tragen. Meist ist der Kelch unbehaart, nur an der Spitze können manchmal ein paar feine Trichome zu finden sein. Die Krone ist weiß oder blass violett gefärbt, radförmig-sternförmig und auf etwa der Hälfte der Länge zur Basis gelappt. Zur Blüte ist die Krone eben oder die Kronlappen sind etwas abstehend. Der Durchmesser der Krone erreicht 1,8 bis 2,2 Millimeter, die Kronlappen sind 7 bis 9 Millimeter lang und 5 bis 6 Millimeter breit. Die Oberseite der Krone ist unbehaart, auf der Unterseite können sich einige feine, einreihige Trichome befinden, die nicht länger als 0,2 Millimeter werden.
Die durch die Verwachsung der Staubfäden entstehende Röhre ist sehr fein, die Staubfäden stehen auf 1 bis 1,5 Millimeter einzeln voneinander, sie sind unbehaart oder auf der Innenseite fein behaart. Die Staubbeutel sind 3,5 bis 4 Millimeter lang, etwa 1 bis 1,5 Millimeter breit, elliptisch, an der Basis pfeilförmig und leicht zusammengeneigt. Sie öffnen sich über Poren an den Spitzen, auch im Alter erweitern sich diese Poren zu Schlitzen. Der Fruchtknoten ist unbehaart. Der Griffel ist 7 bis 8 Millimeter lang und innerhalb der Staubblattröhre mit bis zu 0,2 Millimeter langen Trichomen behaart. Die Narbe ist ein fein papillöser Bereich an der Spitze des Griffels, gelegentlich ist er etwas zweilappig oder gespalten.

### Früchte und Samen
Die Frucht ist eine schwärzlich-purpurne, kugelförmige Beere mit einem Durchmesser von etwa 1 Zentimeter. Das Perikarp ist dünn und glänzend und unbehaart. An den Früchten verlängern sich die Blütenstiele auf 1,2 bis 1,5 Zentimeter, messen 0,5 Millimeter im Durchmesser, sind hängend und nicht auffällig verholzt. Jede Frucht enthält etwa zehn bis 20 Samen. Diese sind etwa 3 Millimeter lang und 2,5 Millimeter breit, flach nierenförmig und blass strohfarben. Die Oberfläche ist fein gekörnt, die Zellen der Samenoberfläche sind fünfeckig.

## Verbreitung und Standorte
Das natürliche Verbreitungsgebiet der Art reicht von den südöstlichen brasilianischen Bundesstaaten Minas Gerais und Rio Grande do Sul bis zur Mündung des Río de la Plata in Argentinien und Uruguay sowie nach Paraguay. Oftmals ist die Art sowohl in temperierten als auch in subtropischen Gebieten als Kulturflüchtling naturalisiert. Die Standorte liegen von knapp über dem Meeresspiegel bis in Höhenlagen über 500 Meter. Im natürlichen Verbreitungsgebiet ist die Art im atlantiknahen Regenwald, in Araucaria-Wäldern, Galeriewäldern und offenen Waldrändern zu finden. An passenden Standorten sind die naturalisierten Vertreter auch resistent gegenüber leichten Frösten.